# Humanoid (Tokio Hotel)
Humanoid is een studioalbum van de Duitse muziekgroep Tokio Hotel. Het verscheen in een aantal versies op de markt; het verschil daarbij zit hem vooral in de gebezigde talen Duits en Engels en van beide albums verscheen een gewone en luxe-editie (Deluxe edition). Het album is opgenomen in Hamburg.

## Medewerkers
Tokio Hotel
- Bill Kaulitz - zang
- Tom Kaulitz - gitaar
- Georg Listing - basgitaar
- Gustav Schäfer - slagwerk

Productie
- Executive Producers: Patrick Benzer, Dave Roth, David Jost, Peter Hoffman
- Co-producers: Bill Kaulitz en Tom Kaulitz

## Muziek

### Duitstalige uitgave
| Nr. | Titel                    | Duur |
| --- | ------------------------ | ---- |
| 1.  | Komm                     | 3:53 |
| 2.  | Sonnensystem             | 3:52 |
| 3.  | Automatisch              | 3:16 |
| 4.  | Lass uns laufen          | 4:15 |
| 5.  | Humanoid                 | 3:45 |
| 6.  | Für immer jetzt          | 3:37 |
| 7.  | Kampf der Liebe          | 3:51 |
| 8.  | Hunde                    | 3:41 |
| 9.  | Menschen suchen Menschen | 3:46 |
| 10. | Alien                    | 2:55 |
| 11. | Geisterfahrer            | 4:29 |
| 12. | Zoom3:52                 |      |

| Nr. | Titel     | Duur |
| --- | --------- | ---- |
| 13. | Träumer   | 3:02 |
| 14. | Hey Du    | 3:02 |
| 15. | That Day  | 3:27 |
| 16. | Screamin’ | 3:56 |

| Nr. | Titel | Duur |
| --- | --- | ---- |
| 1.  | 3D Galerie: 24h am Set; Galerie: Hinter den Kulissen; Karaoke Area ("Automatisch", "Für immer jetzt", "Komm") |      |

#### iTunes bonus inhoud
1. "Down On You" (bonus lied op Deluxe editie)
2. "Attention"

### Engelstalige uitgave
| Nr. | Titel                  | Duur |
| --- | ---------------------- | ---- |
| 1.  | Noise                  | 3:53 |
| 2.  | Darkside of the Sun    | 3:52 |
| 3.  | Automatic              | 3:16 |
| 4.  | World Behind My Wall   | 4:15 |
| 5.  | Humanoid               | 3:45 |
| 6.  | Forever Now            | 3:37 |
| 7.  | Pain of Love           | 3:51 |
| 8.  | Dogs Unleashed         | 3:41 |
| 9.  | Human Connect to Human | 3:45 |
| 10. | Hey You                | 3:04 |
| 11. | Love and Death         | 3:02 |
| 12. | Zoom Into Me           | 3:52 |

| Nr. | Titel        | Duur |
| --- | ------------ | ---- |
| 13. | Phantomrider | 4:29 |
| 14. | Alien        | 2:55 |
| 15. | That Day     | 3:27 |
| 16. | Screamin'    | 3:56 |

| Nr. | Titel | Duur |
| --- | ----- | ---- |

#### iTunes bonusinhoud
1. "Attention"
2. "Down On You"
3. "In Your Shadow (I Can Shine)"

## Single
De eerste single 'Automatisch' werd op 18 september 2009 uitgebracht in de Duitstalige versie; 'Automatic' volgde op 22 september 2009.

## Hitnoteringen
Het album stond in vele hitparades: België (Vlaamse lijst: 7 weken hoogste plaats 6; Waalse lijst: 10 weken/8), Denemarken (1 week/26), Griekenland (1 week/38), Italië (4 weken/2), Oostenrijk (5 weken/8), Portugal (4 weken 2), Spanje (13 weken/2), (Zweden 4 weken/8) en Zwitserland (7 weken/10)
| "Humanoid" in de Nederlandse Album Top 100 binnen: 10-10-2009 | "Humanoid" in de Nederlandse Album Top 100 binnen: 10-10-2009 | "Humanoid" in de Nederlandse Album Top 100 binnen: 10-10-2009 | "Humanoid" in de Nederlandse Album Top 100 binnen: 10-10-2009 | "Humanoid" in de Nederlandse Album Top 100 binnen: 10-10-2009 | "Humanoid" in de Nederlandse Album Top 100 binnen: 10-10-2009 | "Humanoid" in de Nederlandse Album Top 100 binnen: 10-10-2009 | "Humanoid" in de Nederlandse Album Top 100 binnen: 10-10-2009 |
| Week                                                          | 1                                                             | 2                                                             | 3                                                             | 4                                                             | 5                                                             | 6                                                             |                                                               |
| ------------------------------------------------------------- | ------------------------------------------------------------- | ------------------------------------------------------------- | ------------------------------------------------------------- | ------------------------------------------------------------- | ------------------------------------------------------------- | ------------------------------------------------------------- | ------------------------------------------------------------- |
| Positie                                                       | 6                                                             | 35                                                            | 57                                                            | 79                                                            | 95                                                            | 92                                                            | uit                                                           |